# 松藤英男
松藤 英男（まつふじ ひでお、1954年4月19日 - ）は、日本のドラマー、作曲家、編曲家。福岡県福岡市出身。血液型はO型。

## 来歴
福岡大学付属大濠高校1年生時、当時照和で人気バンドであった「ピエロ」にリードギターとして参加（1974年、レコードデビューを巡るメンバー間のトラブルで解散）。
1974年5月、甲斐よしひろが前年より大森信和、長岡和弘と組んで活動しプロ・デビューを目前に控えていた、甲斐よしひろバンドにドラムスとして加入。ここに甲斐バンドが結成される。
1986年、甲斐バンド解散。
1987年11月25日、初のソロ・アルバム、『Pr!me（プライム）』をキティレコードより発表。
1988年8月28日、甲斐バンド時代の作品を集めたベスト・アルバム『THE DRUMMER'S DAYS』（規格品番：CT32-5294）の発売予定日であったが、延期。そのまま発売中止となる。
1996年、甲斐バンドの期間限定復活、1999年～2001年の活動再開にも参加。
2003年4月2日、甲斐と組み、ユニット『松藤×甲斐』名義で、同名のアルバムをリリース。甲斐プロデュース、作編曲・トラック制作が松藤によるもの。甲斐バンド時代の自曲「きんぽうげ」や、PYG「花・太陽・雨」のカヴァーを含む、全11曲。
2007年12月、甲斐バンドの一夜限り復活に参加。以降、甲斐バンド活動再開。
2008年、NHK「SONGS」・フジテレビ「とくダネ！」の『朝のヒットスタジオ』で、甲斐よしひろのバックで、アコースティック・ギターを演奏。
2020年現在、甲斐バンドと並行して、洗足学園音楽大学のロック＆ポップス部門のギター講師として活動している。

## 人物
海援隊のリードギター、千葉和臣の妹と同級生であるが、千葉が高校時代四苦八苦していた、ある洋楽のギターフレーズのレコード・コピーを「お兄ちゃん、私の友達でこれ全部弾ける人がいるよ」と言われ、それが中学時代の松藤であることを知り、愕然としたと千葉は甲斐よしひろに話している。
甲斐バンド参加以前は、ギターとボーカルが本業で、キーボードやベースもプレイできた。唯一やったことのない楽器は、ドラムだった。甲斐バンドではドラムスを担当しているが、ドラミング自体に問題はなく、むしろツボを得たプレイが光っている。
甲斐バンドに参加したのは、ギタリストの大森信和の誘いがあった事による。甲斐バンドが東京に進出するとき、ドラムが足りずドラマーを探していたときに、大森が「甲斐バンドにしかないドラムを探そう」と提案し、ドラム経験が無くてもオリジナル色が出せそうだと言うことで、松藤に白羽の矢が立った。当時のことを松藤は「大森さんに『東京に行くことが決まった甲斐のバンドはメンバーが足りない。松藤はキーボードも弾けるしギターも弾けるし何でも弾ける。でもひょっとしたらロックバンドの形態を取るときにドラムを叩いてもらう事があるかもしれない』。長岡和弘がドラムのことを知っていて2ヶ月間練習していざレコーディングとなってからはドラムしか叩いていないという状況で、騙されて入ってしまった」と語っている。
甲斐バンド時代、シングル「ビューティフル・エネルギー」（1980年）では、ボーカルを担当している。作曲にも才能を発揮し、甲斐バンドでは「きんぽうげ」（甲斐よしひろとの共同作曲）「ビューティフル・エネルギー」「レイニー・ドライブ」「メガロポリス・ノクターン」など。また、竹本孝之、柳葉敏郎、中村あゆみ、森下恵理、川上進一郎、MIE、草地章江らにも楽曲を提供。